# 1189 Terentia
1189 Terentia (1930 SG) là một tiểu hành tinh vành đai chính được phát hiện ngày 17 tháng 9 năm 1930 bởi G. Neujmin ở Simeis.